# Monolith Soft
A Monolith Software Inc. (株式会社モノリスソフト, Kabushiki-Gaisha Monorisu Sofutowea) é uma desenvolvedora japonesa de jogos eletrônicos sediada em Tóquio. Era originalmente uma subsidiária da Namco (depois Namco Bandai) e é atualmente uma propriedade da Nintendo. A companhia foi fundada em 1999 por Tetsuya Takahashi e Hirohide Sugiura com a ajuda e cooperação de Masaya Nakamura, o fundador da Namco, a fim de desenvolver a série Xenosaga, uma sucessora espiritual do jogo Xenogears da Square. Vários ex-empregados da Square acabariam por juntaram-se a Takahashi e Sugiura na Monolith Soft.
A Monolith Soft também trabalhou em outros projetos como Baten Kaitos: Eternal Wings and the Lost Ocean, Namco × Capcom e Project X Zone, além de auxiliar outros desenvolvedores com seus próprios jogos. A série Xenosaga foi encerrada antes do planejado e a empresa produziu Xenoblade Chronicles a fim de aumentar sua moral, com seu sucesso gerando duas sequências. A Monolith Soft ocupa quatro estúdios: sua sede principal mais dois escritórios secundários em três distritos de Tóquio, além de outro em Quioto que atua como desenvolvedora suplementar tanto para a sede de Tóquio quanto para a Nintendo.
A abordagem de projeto da Monolith Soft mudou com o passar dos anos, com seus primeiros jogos como Xenosaga e Baten Kaitos sendo distinguidos por um grande foco na narrativa, enquanto títulos posteriores tinham maior enfase na jogabilidade. A empresa afirma que seus objetivos são criar projetos com ampla liberdade criativa e permitir que desenvolvedores jovens contribuam com esses projetos. A Monolith Soft também destaca-se por promover um ambiente de trabalho confortável com praticamente nenhuma hora extra, um contraste com a maioria das outras desenvolvedoras japonesas, além de colaborar com outros estúdios.

## História

### Origens
A Monolith Soft foi fundada em 1 de outubro de 1999 por Tetsuya Takahashi e Hirohide Sugiura, desenvolvedores que anteriormente trabalharam na Square. Takahashi e sua esposa Kaori Tanaka contribuíram na Square para a produção de vários títulos, incluindo jogos da série Final Fantasy. O casal criou uma possível proposta para aquilo que acabaria tornando-se Final Fantasy VII assim que terminaram seu trabalho em Final Fantasy VI. A ideia foi considerada muito sombria para um título Final Fantasy, porém os dois receberam permissão para desenvolver seu próprio projeto intitulado Xenogears, com a ambição e determinação de Takahashi fazendo com que Hironobu Sakaguchi, então vice-presidente executivo da Square, o nomeasse como diretor do jogo. Takahashi escreveu o roteiro junto com a esposa. Ele ficou insatisfeito após o lançamento de Xenogears em 1998 com a abordagem que a Square estava implementando na época, que era priorizar sua grandes propriedades intelectuais como Final Fantasy, deixando pouco espaço criativo para Takahashi desenvolver outros projetos ou continuar com uma série própria de Xenogears.
Takahashi conversou em 1999 com Sugiura, que também estava começando a se sentir frustrado na Square pela falta de liberdade criativa. Os dois decidiram criar sua própria companhia a fim de irem atrás dos projetos que queriam criar. Enquanto planejavam sua empresa, Takahashi e Sugiura decidiram que, em vez de tornarem-se um estúdio independente, precisavam de uma publicadora com uma boa presença de mercado para ajudá-los na empreitada. Eles falaram com várias companhias em busca de suporte, porém a maioria das contatadas os rejeitaram de imediato por acreditarem que a Monolith deveria ser independente. Entretanto, a Namco ficou interessada em investir na empresa como uma subsidiária, cuidando ela mesma das logísticas e divulgação para que a equipe principal concentra-se apenas no desenvolvimento de jogos. Um grande apoiador da Monolith foi Masaya Nakamura, fundador da Namco, que compartilhava muitos dos objetivos e ideias de Takahashi e Sugiura. A Monolith foi uma de várias desenvolvedoras, como a Love-de-Lic e Mistwalker, que foram fundadas por ex-funcionários da Square que tinham trabalhado nos principais títulos da empresa na década de 1990. A companhia foi estabelecida em outubro de 1999. Os escritórios da Monolith originalmente ficavam localizados na cidade de Yokohama, Kanagawa.

### Década de 2000

#### Namco

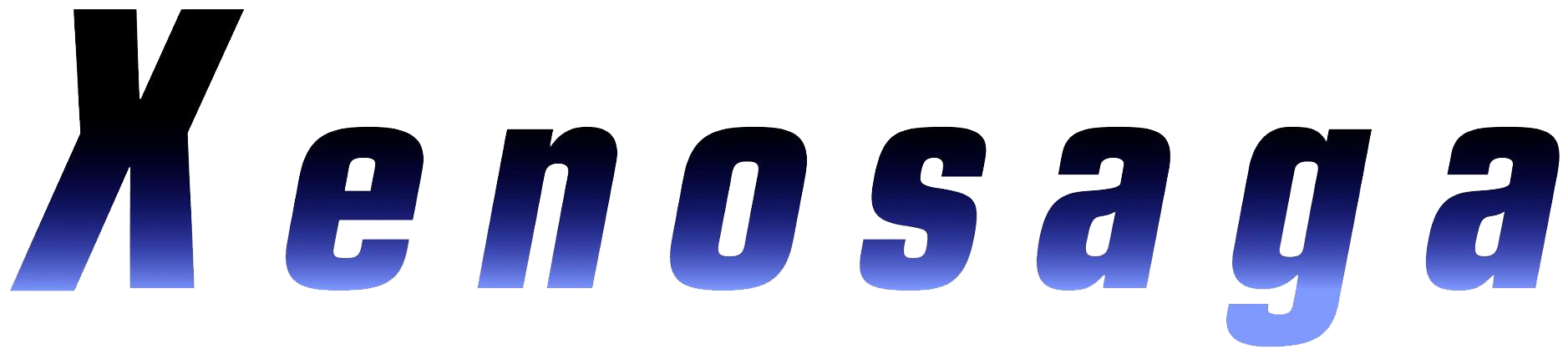
A série Xenosaga foi planejada pela Monolith como uma hexalogia, porém precisou ser reduzida para uma trilogia por recepção e vendas decepcionantes.

O primeiro projeto da Monolith foi Xenosaga Episode I: Der Wille zur Macht, um RPG eletrônico exclusivo para o PlayStation 2. Xenosaga era o sucessor espiritual de Xenogears. O desenvolvimento começou em 2000 quando a empresa conseguiu reunir um número suficiente de funcionários, durando aproximadamente dois anos. Assim como Xenogears, o roteiro foi escrito por Takahashi e Tanaka, que planejaram a série como uma hexalogia. O produtor Shinji Noguchi da Namco e Tadashi Nomura da Monolith conceberam em 2001 uma nova propriedade intelectual para o Nintendo GameCube sem nenhuma relação com Xenosaga. Intitulado Baten Kaitos: Eternal Wings and the Lost Ocean, o desenvolvimento começou seis meses após a formação da empresa com Yasuyuki Honne na direção. A equipe de desenvolvimento da Monolith dividiu-se entre a série Xenosaga e Baten Kaitos, com o projeto sendo influenciado pelos desenvolvedores mais jovens da companhia. Baten Kaitos foi co-desenvolvido com a tri-Crescendo, que aconteceu quando as duas submeterem projetos para a Namco, que sugeriu que ambas trabalhassem juntas.
Takahashi e Sugiura realizaram uma grande avaliação da estrutura interna da Monolith após o lançamento do primeiro Xenosaga, determinando que os chefes de desenvolvimento eram muito velhos, algo que não apoiava os objetivos iniciais da empresa de incentivar jovens talentos. Com isso em mente, Takahashi deixou sua posição de diretor da série Xenosaga, continuando a trabalhar em uma função de supervisor e roteirista, enquanto os funcionários mais jovens foram promovidos e continuaram o desenvolvimento. Esta mudança deu a Takahashi um maior grau de liberdade criativa em vários projetos em vez de ficar restrito a uma única série. A Monolith deixou Yokohama em maio de 2002 e mudou seu escritório para o distrito de Meguro em Tóquio. O próximo título da série Xenosaga foi Xenosaga Episode II: Jenseits von Gut und Böse, que começou a ser desenvolvido por uma nova equipe assim que Episode I foi finalizado. O desenvolvimento de Episode II fez a empresa mudar seu foco para ajudar a contar a história por meio de diversas mídias. Dentre estes projetos adicionais estava Xenosaga: Pied Piper, um título spin-off para celulares co-desenvolvido junto com a Tom Create e a Namco Mobile. Pied Piper foi o último trabalho de Tanaka na série Xenosaga. A Monolith também começou a desenvolver Namco × Capcom em 2003, um título de luta para PlayStation 2 contendo vários personagens da Namco e da Capcom. A ideia foi proposta pela Monolith, com o desenvolvimento durando dois anos.
A Monolith envolveu-se em 2006 com o lançamento de quatro títulos: Dirge of Cerberus: Final Fantasy VII, Xenosaga I & II, Xenosaga Episode III: Also Sprach Zarathustra e Baten Kaitos Origins. Dirge of Cerberus foi desenvolvido principalmente pela Square Enix com a Monolith proporcionando suporte. Xenosaga I & II para o Nintendo DS foi uma reimaginação dos dois primeiros jogos da série, notável por ter sido o primeiro título portátil da empresa. O título foi co-desenvolvido com a Tom Create com a colaboração de muitos membros da equipe da adaptação de anime do primeiro jogo. O desenvolvimento de Episode III começou em 2004; apesar de Xenosaga ter sido originalmente pensada como uma hexalogia, a nova equipe decidiu reestruturar a série como uma trilogia, com jogos futuros dependendo de seu desempenho nas vendas. A recepção comercial e crítica mista que a série Xenosaga teve deixou a equipe da Monolith com a moral baixa. Baten Kaitos Origins, novamente produzido em parceria com a tri-Crescendo, foi lançado no final da vida útil do GameCube pouco antes da Nintendo lançar seu novo console, o Wii. Um outro jogo de Baten Kaitos estava sendo desenvolvido para DS, porém a Namco, que nesse momento tinha fundido-se com a Bandai a fim de formar a Namco Bandai, cancelou o projeto.

#### Nintendo
As relações da Monolith com a Namco pioraram após a aposentadoria de Nakamura. A companhia passou por mudanças e a Monolith achou que estavam tendo menos liberdade criativa, com a recém criada Namco Bandai estando menos disposta a assumir riscos criativos. A empresa foi aconselhada por Shinji Hatano, um diretor executivo da Nintendo, a continuar a criarem projetos inovadores. A Monolith foi incentivada pelas palavras de Hatano e decidiu romper com a Namco Bandai a fim de tornar-se uma subsidiária da Nintendo; isto deu a companhia liberdade criativa em troca de exclusividade para plataformas desta. A compra da maioria das ações da Monolith foi anunciada em abril de 2007. A Nintendo tornou-se a acionista majoritária com 80% das ações, com a Namco Bandai mantendo 16% e ficando como uma parceira de desenvolvimento. A Namco Bandai afirmou que a troca de ações fortaleceria a relação entre as duas empresas. As ações restantes foram divididas entre Takahashi, Sugiura e Honne. A aquisição da Monolith contrastou com a anterior postura da Nintendo de não participar de fusões ou aquisições de outros estúdios. Satoru Iwata, então presidente da empresa, disse que o negócio se deu devido as relações positivas que tinham com Sugiura, além das filosofias de projeto e desenvolvimento semelhantes das duas companhias.
Os primeiros grandes lançamentos da Monolith após a aquisição da Nintendo foram Soma Bringer e Super Robot Taisen OG Saga: Endless Frontier para o Nintendo DS e Disaster: Day of Crisis para o Wii, todos em 2008. Soma Bringer foi o primeiro título portátil da empresa a ser desenvolvido todo internamente, sendo projetado como uma experiência baseada em jogabilidade em vez de história e tendo a contribuição de vários membros da equipe da série Xenosaga como Takahashi e Tanaka. Super Robot Taisen OG Saga: Endless Frontier foi um RPG co-desenvolvido com a Banpresto e continha as aparições especiais de personagens de Xenosaga. Disaster: Day of Crisis é até hoje a única produção da Monolith que não é um RPG, mas tinha a intenção de demonstrar as capacidades do Wii. O jogo foi adiado por dois anos devido preocupações sobre sua qualidade e a não familiaridade da Monolith com o Wii. A companhia também foi escolhida para desenvolver Dragon Ball Z: Attack of the Saiyans por sua experiência na produção de RPGs. Além disso, a Monolith nesse período chegou a ajudar no desenvolvimento de Super Smash Bros. Brawl.
Takahashi começou a trabalhar em um projeto separado a partir de 2006; ele teve a ideia de duas civilizações rivais surgindo sobre os corpos congelados de dois deuses combatentes, com Takahashi e Honne construindo uma miniatura dos deuses para poderem visualizar a ideia melhor. O desenvolvimento começou em 2007 depois deles terem mostrado o conceito ao produtor Satoshi Yamagami da Nintendo. Takahashi afirmou posteriormente que o desenvolvimento do jogo serviu como meio de elevar a auto-estima da empresa depois do fracasso da série Xenosaga. Koh Kojima estreou na direção com este projeto, tendo anteriormente escrito o roteiro de Baten Kaitos Origins. Este jogo também viu um distanciamento da abordagem narrativa dos trabalhos anteriores da Monolith, que Takahashi comentou que era antiquada. O título foi pensado como um lançamento internacional, diferente de muitos dos trabalhos anteriores da companhia. A escala do projeto causou problemas e Takahashi foi relutantemente até Yamagami com uma lista de cortes propostos para deixar o projeto em um tamanho que eles estavam acostumados a fazer. O produtor recusou todas as sugestões e, em vez disso, persuadiu a Nintendo a continuar a apoiar o jogo, o que permitiu que Takahashi e o resto da equipe finalizassem seu trabalho do jeito que tinham imaginado. O jogo originalmente se chamaria Monado: Beginning of the World, porém Iwata alterou o título para Xenoblade Chronicles a fim de homenagear Xenogears e a série Xenosaga.

### Década de 2010
Xenoblade Chronicles foi lançado em 2010 depois de vários adiamentos, também recebendo um lançamento mundial que foi um sucesso comercial e de crítica inesperado. A Monolith também lançou no mesmo ano Super Robot Taisen OG Saga: Endless Frontier Exceed, uma sequência do jogo original co-desenvolvido com a Banpresto que expandiu suas mecânicas, além de ter mais pontas de Xenosaga. A Monolith fundou em 2011 um estúdio em Quioto, próximo da sede da Nintendo para que dessa forma as duas pudessem interagir melhor. Apesar de uma relutância inicial, a equipe rapidamente estabeleceu-se nos novos escritórios e o estúdio tornou-se um local de trabalho elogiado. O ramo de Quioto atua como estúdio suplementar, proporcionando apoio para projetos da Monolith ou da própria Nintendo. Este ramo já colaborou em The Legend of Zelda: Skyward Sword, Animal Crossing: New Leaf, Pikmin 3, The Legend of Zelda: A Link Between Worlds, Splatoon, Animal Crossing: Happy Home Designer, The Legend of Zelda: Breath of the Wild e Splatoon 2. A Namco Bandai vendeu em 2012 suas quatrocentas ações remanescentes da Monolith para a Nintendo.
O jogo seguinte da Monolith foi Project X Zone para o Nintendo 3DS, novamente em colaboração com a Banpresto. O jogo era um sucessor de Namco × Capcom e recebeu suporte de desenvolvimento e personagens das franquias da Namco Bandai e Capcom, também apresentando personagens da Sega. A Monolith começou a trabalhar em Xenoblade Chronicles X logo após o lançamento do original. Esse era um sucessor espiritual do primeiro jogo para o Wii U. Xenoblade Chronicles X distanciou-se de uma experiência focada na história para uma estrutura de jogabilidade de mundo aberto. A incorporação de um grande elemento multijogador fez com que seu lançamento fosse adiado e a narrativa alterada. A Monolith também desenvolveu uma prequela de Project X Zone intitulada Project X Zone 2. Além de mudar a seleção dos personagens tirados da Sega, Capcom e Bandai Namco, o jogo apresentou personagens de Fire Emblem e também de Xenoblade Chronicles.
A Monolith começou a trabalhar em um novo título de Xenoblade para o Nintendo Switch ainda durante os últimos estágios de desenvolvimento de Xenoblade Chronicles X. Intitulado Xenoblade Chronicles 2, ele voltou para a estrutura focada na história do jogo original ao mesmo tempo que baseou sua jogabilidade e tecnologia em Xenoblade Chronicles X, estreando em 2017. Um dos protótipos iniciais da história acabou sendo desenvolvido como uma expansão autônoma intitulada Xenoblade Chronicles 2: Torna – The Golden Country, lançada no ano seguinte. A Monolith também abriu em 2018 outros dois estúdios secundários nos distritos de Nakameguro e Iidabashi, e em Ōsaki em 2019. Além disso, a companhia também começou a trabalhar em uma nova propriedade intelectual de fantasia, contratando novos funcionários.

## Filosofia
Takahashi e Sugiura queriam desde a fundação da Monolith terem liberdade criativa para perseguirem projetos fora dos gêneros padrões dos jogos eletrônicos, além de "contratar mãos jovens". Um objetivo inicial era encorajar desenvolvedores jovens a deixarem sua marca na indústria, que na época era dominada por pessoas com mais de trinta anos. Esta visão foi o motivo da série Xenosaga ter sido entregue para um grupo mais jovem de desenvolvedores. Sugiura comentou que um elemento importante no período no qual a empresa estava sob a Namco era o foco na criatividade. Eles queriam equilibrar isso com as logísticas financeiras do projeto de jogo em vez de ter limitações orçamentárias barrando a liberdade criativa da equipe. O funcionário Michihiko Inaba falou em 2012 que a companhia desejava mostrar que o Japão poderia acompanhar o mercado ocidental em termos de títulos ambiciosos que fazem a indústria avançar, comparando a Monolith com a Bethesda Softworks nesse desejo.
Sobre a mudança da Namco Bandai para a Nintendo, Sugiura comentou que foi um desafio desenvolver jogos apenas para um conjunto específico de consoles, porém a Nintendo endossou o desafio da Monolith com incentivos como fazer um título em particular dentro das especificações de dado console, com a Nintendo proporcionando à companhia tempo e recursos para que isso fosse alcançado. Outro fator que alterou o processo de desenvolvimento da Monolith foi o controle de qualidade da Nintendo, que levaria de volta para a mesa de discussões qualquer projeto que não tivesse a qualidade desejada. Este sentimento de desafio também esteve presente em Takahashi, que descreveu Xenoblade Chronicles e Xenoblade Chronicles X como  tendo sidos parcialmente definidos pelos desafios auto-impostos pela própria equipe na criação dos ambientes em um console limitado. O escopo e objetivos da Monolith são frequentemente atribuídos a ambição e determinação de Takahashi. A Monolith se foca na criação de RPGs eletrônicos para um público mundial, mesmo sendo comumente associada com o gênero de RPG japonês.
A Monolith escolhe designar livremente sua equipe baseada na direção que o projeto leva em vez de terem uma estrutura de desenvolvimento fixa, além de acreditarem na colaboração com outras companhias em vez de desenvolverem tudo internamente. Takahashi revelou em 2012 que um pré-requisito para trabalhar na empresa era uma grande paixão por jogos e também um conhecimento geral externo. Kojima afirmou que desenvolvedores mais jovens levavam preferência pois poderiam trazer ideias interessantes para os projetos. Diferente de outros estúdios japoneses ou ocidentais que já foram alvos de críticas por causa de horas extras excessivas e péssimas condições de pagamento, a Monolith almeja um ambiente de trabalho amigável e horários razoáveis para seus funcionários. Horas extras são negociadas com a gerência e são remuneradas, uma raridade no Japão. Honne falou sobre essa abordagem e disse que o lema da companhia é "Zero hora extra e trabalho criativo permitido". Apesar da força de trabalho na indústria dos jogos eletrônicos ser predominantemente masculina, a Monolith é notável por ter uma grande proporção de mulheres trabalhando na empresa.

## Jogos
| Ano  | Título                                              | Plataforma        | Adicional                                       |
| ---- | --------------------------------------------------- | ----------------- | ----------------------------------------------- |
| 2002 | Xenosaga Episode I: Der Wille zur Macht             | PlayStation 2     |                                                 |
| 2003 | Baten Kaitos: Eternal Wings and the Lost Ocean      | Nintendo GameCube | Co-desenvolvido com a tri-Crescendo             |
| 2004 | Xenosaga Episode II: Jenseits von Gut und Böse      | PlayStation 2     |                                                 |
| 2004 | Xenosaga: Pied Piper                                | Vodafone, i-mode  | Co-desenvolvido com a Namco Mobile e Tom Create |
| 2005 | Namco × Capcom                                      | PlayStation 2     |                                                 |
| 2006 | Baten Kaitos Origins                                | Nintendo GameCube | Co-desenvolvido com a tri-Crescendo             |
| 2006 | Xenosaga I & II                                     | Nintendo DS       | Co-desenvolvido com a Tom Create                |
| 2006 | Xenosaga Episode III: Also Sprach Zarathustra       | PlayStation 2     |                                                 |
| 2008 | Soma Bringer                                        | Nintendo DS       |                                                 |
| 2008 | Super Robot Taisen OG Saga: Endless Frontier        | Nintendo DS       | Co-desenvolvido com a Banpresto                 |
| 2008 | Disaster: Day of Crisis                             | Wii               |                                                 |
| 2009 | Dragon Ball Z: Attack of the Saiyans                | Nintendo DS       |                                                 |
| 2010 | Super Robot Taisen OG Saga: Endless Frontier Exceed | Nintendo DS       | Co-desenvolvido com a Banpresto                 |
| 2010 | Xenoblade Chronicles                                | Wii               |                                                 |
| 2012 | Project X Zone                                      | Nintendo 3DS      | Co-desenvolvido com a Banpresto                 |
| 2015 | Xenoblade Chronicles X                              | Wii U             |                                                 |
| 2015 | Project X Zone 2                                    | Nintendo 3DS      |                                                 |
| 2017 | Xenoblade Chronicles 2                              | Nintendo Switch   |                                                 |
| 2018 | Xenoblade Chronicles 2: Torna – The Golden Country  | Nintendo Switch   | Expansão autônoma de Xenoblade Chronicles 2     |
| 2020 | Xenoblade Chronicles: Definitive Edition            | Nintendo Switch   | Remasterização de Xenoblade Chronicles          |
| 2022 | Xenoblade Chronicles 3                              | Nintendo Switch   |                                                 |
| 2023 | Xenoblade Chronicles 3: Future Redeemed             | Nintendo Switch   | Expansão autônoma de Xenoblade Chronicles 3     |